# USS Augusta (CA-31)
USS Augusta (CA-31) – amerykański krążownik ciężki typu Northampton, czwarty okręt należący do United States Navy noszący nazwę pochodzącą od miasta Augusta w stanie Georgia.
Okręt, zbudowany w 1930 roku, służył w latach 1931-1946 i brał udział w działaniach wojennych na Atlantyku i Morzu Śródziemnym podczas II wojny światowej.